# Frank Kleber
Frank Kleber (ur. 11 lutego 1981 w Gräfelfing) – niemiecki skeletonista, dwukrotny medalista mistrzostw świata.

## Kariera
Największy sukces w karierze osiągnął w 2007 roku, kiedy wspólnie z kolegami i koleżankami z reprezentacji wywalczył złoty medal w rywalizacji drużynowej podczas mistrzostw świata w Sankt Moritz. Zdobył także brązowy medal w skeletonie na rozgrywanych trzy lata wcześniej mistrzostwach świata w Königssee. W zawodach tych wyprzedzili go jedynie Kanadyjczyk Duff Gibson oraz inny Niemiec, Florian Grassl. W zawodach Pucharu Świata zadebiutował 26 listopada 2004 roku w Winterbergu, zajmując dziesiąte miejsce. Na podium zawodów tego cyklu jedyny raz stanął 18 grudnia 2004 roku w Siguldzie, zajmując drugie miejsce. W 2002 roku wystąpił na igrzyskach olimpijskich w Salt Lake City, gdzie był jedenasty.